# Islamska stranka
Islamska stranka (arabsko Hizb i Islamija) je bivša teroristična skupina, ki je delovala na principu islamskega džihada. Ustanovljena je bila leta 1975 v Pakistanu iz jedra pripadnikov Muslimanske mladine, islamistične organizacije, ki je bila ustanovljena leta 1969 na Univerzi v Kabulu (iz predavateljev in študentov) z namenom boja proti komunizmu.
Vodja skupine je (bil) Gulbaldin Hikmatjar. Skupina je najbolj znana po rekrutaciji okoli 18.000 prostovoljcev za sovjetsko-afganistansko vojno.
Danes je registrirana politična stranka v Afganistanu.